# مرکز ملی کاربردهای ابررایانش
مرکز ملی کاربردهای ابررایانش (به انگلیسی: National Center for Supercomputing Applications)(NCSA) که به اختصار ان‌سی‌اس‌ای خوانده می‌شود یک مشارکت ایالتی-فدرال آمریکایی برای گسترش و پیاده‌سازی فراساختارهای سایبری در مقیاس ملی برای پیشرفت دانش و مهندسی است. ان سی اس ای به عنوان واحدی در دانشگاه ایلینوی اربانا شمپین عمل می‌کند، اما منابع رایانشی با کارایی بالا را در اختیار پژوهشگران در سراسر کشور قرار می‌دهد. پشتیبانی ان سی اس ای از سوی بنیاد ملی علوم، ایالت ایلینوی، دانشگاه ایلینوی، شرکای تجاری و صنعتی و سازمانهای فدرال انجام می‌گیرد.